# Йоан Кулакийски
Йоан Кулакийски (на гръцки: Άγιος Νεομάρτυς Ιωάννης ο Κουλακιώτης) е източноправославен светец, новомъченик.

## Биография
Йоан е роден в солунската паланка Кулакия, тогава в Османската империя, днес Халастра, Гърция. Работи като учител в Света гора. Заминава за Солун и по време на банкет турци заявяват, че искал да стане мюсюлманин. Йоан отрича клеветата и отказва да изостави християнската си вяра. Без съд е обесен на пазарния площад на 15 февруари 1776 година. Тялото му е изхвърлено в морето. Житието му е съставено от монаха Герасимос Микраянанитис и архимандрит Йоил Франгакос.